# トラッペート
トラッペート（イタリア語: Trappeto）は、イタリア共和国シチリア自治州パレルモ県にある、人口約3,100人の基礎自治体（コムーネ）。

## 地理

### 位置・広がり
パレルモ県北西部に位置する、ティレニア海に面したコムーネ。県都パレルモから西へ28kmの距離にある。

#### 隣接コムーネ

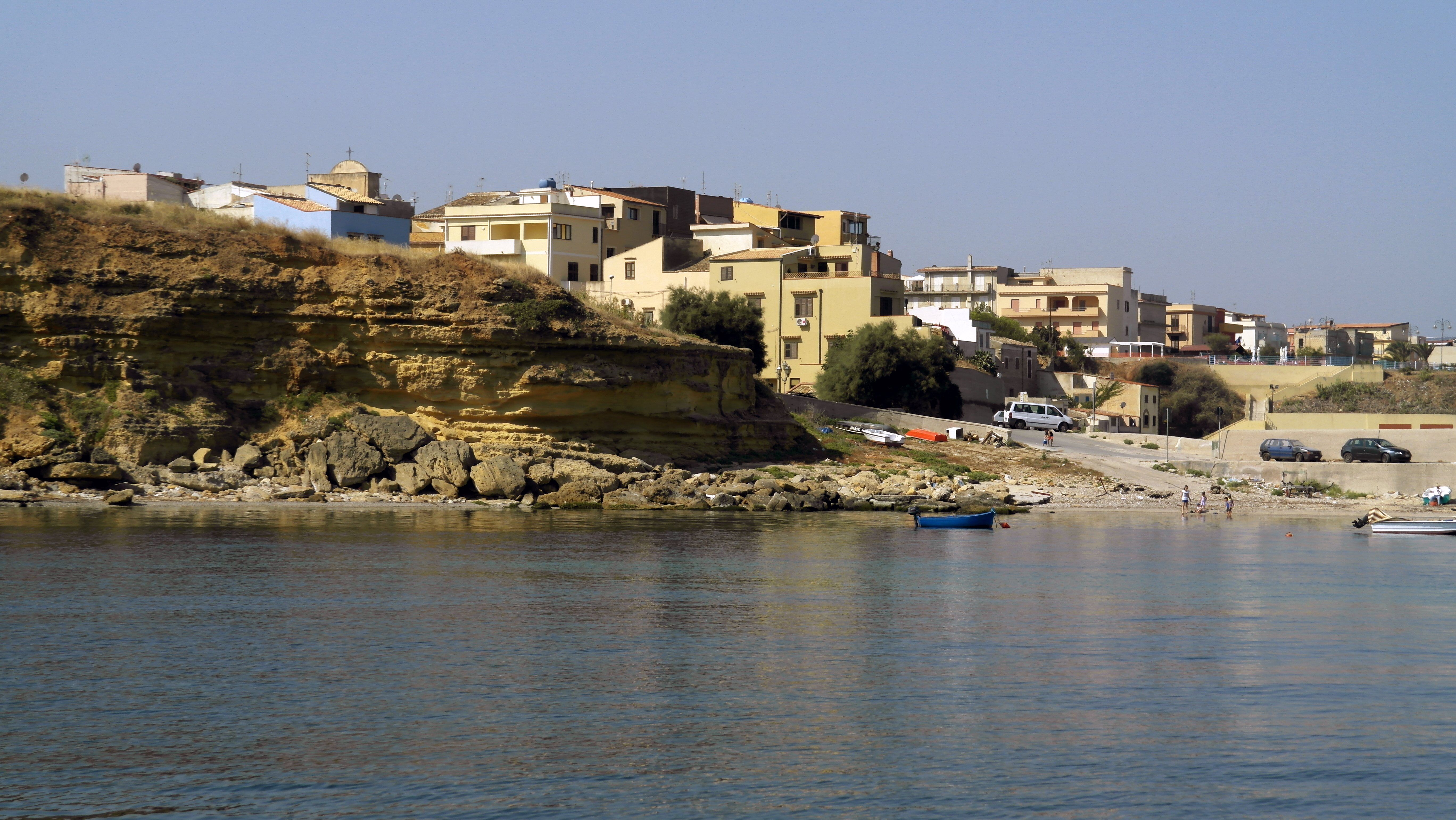
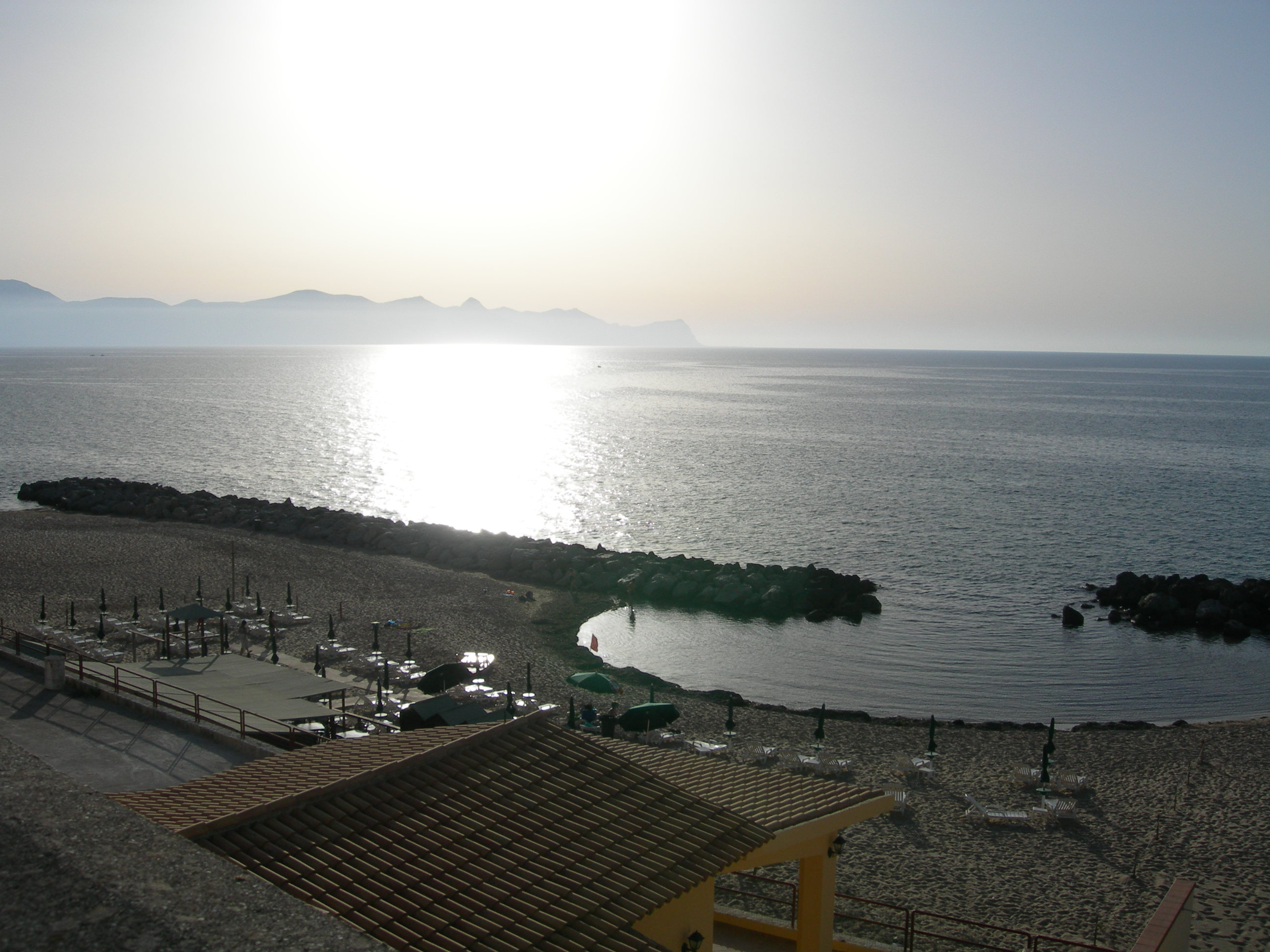

隣接するコムーネは以下の通り。
- バレストラーテ
- パルティニーコ
- テッラジーニ

## 行政

### 分離集落
トラッペートには、以下の分離集落（フラツィオーネ）がある。
- Badiella, Ciammarita, Crocevanella, Piano Inferno, Piano Inferno Marina, Puma, Salvina, San Cataldo